# Караталы
Карата́лы (в переводе с санскрита: кара — рука, тал — ритм), талам — индийский ударный музыкальный инструмент в виде ручных тарелочек из бронзы или латуни. Вместе с барабаном мридангой и другими инструментами караталы используются для сопровождения песнопений в индуизме и его течениях вайшнавизме и кришнаизме (см. бхаджан, киртан).
Обычный диаметр каратал 7—9 см, в зависимости от размера руки играющего и условий игры. При помощи верёвочки караталы закрепляют на указательных пальцах и придерживая другими пальцами производят последовательность различных ударов (тал).
Тарелки большого диаметра, порядка 17 см и более, также использующиеся в киртане, называются джаджи, джалра, в Непале — джамта. Они имеют значительный по размеру куполообразный выступ в центре и плоские поля по краям.
Караталы не следует путать с похожими по размеру тибетскими, непальскими или буддийскими безъязычковыми колокольчиками тиньша, которые свободно подвешивают за верёвочки на одном уровне и раскачивая ударяют друг о друга. Тиньша имеют утолщённые края и часто украшаются рельефными рисунками, символами (см. аштамангала) или тибетскими письменами, напоминающими иероглифы.

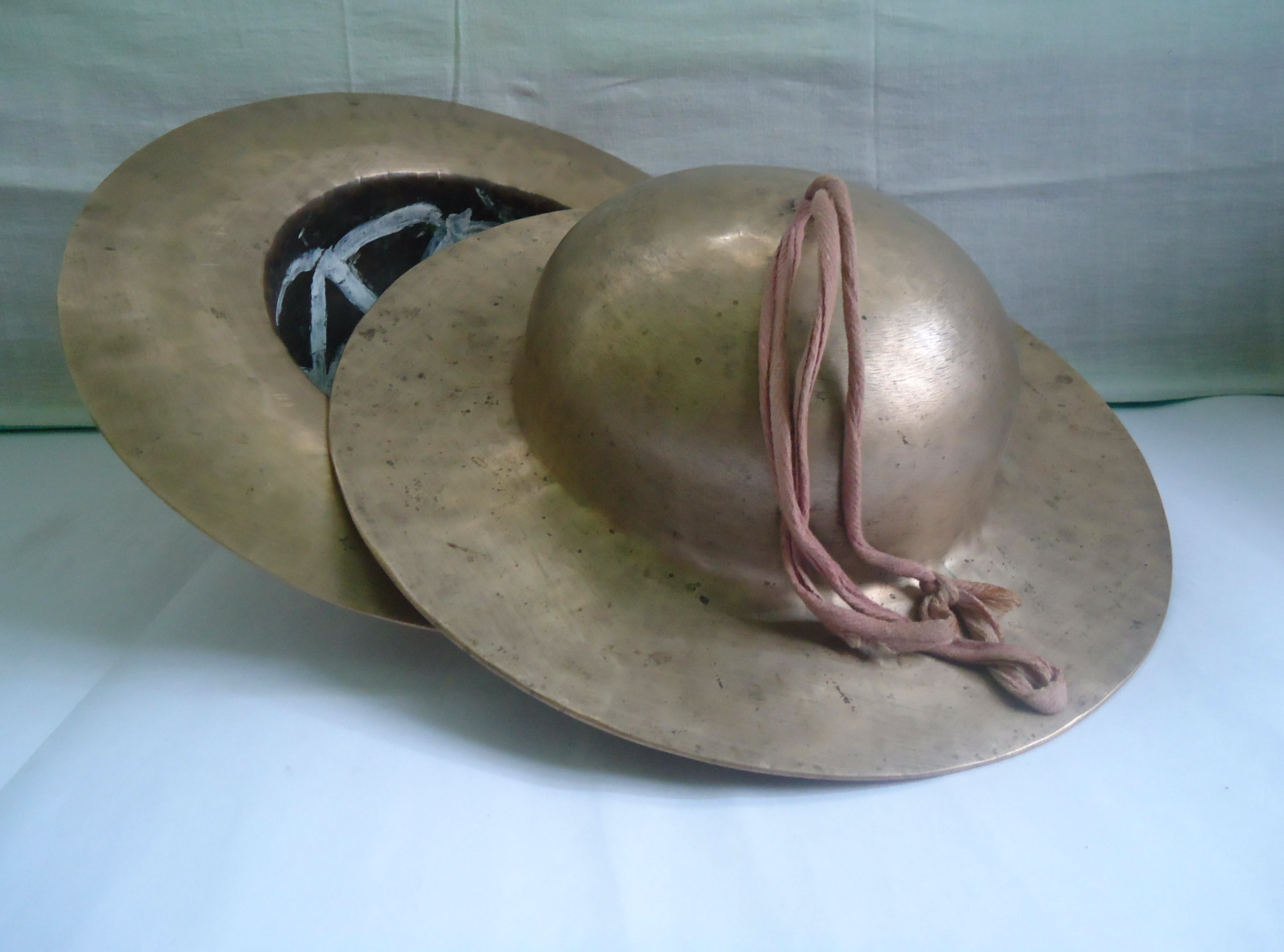
Джаджи
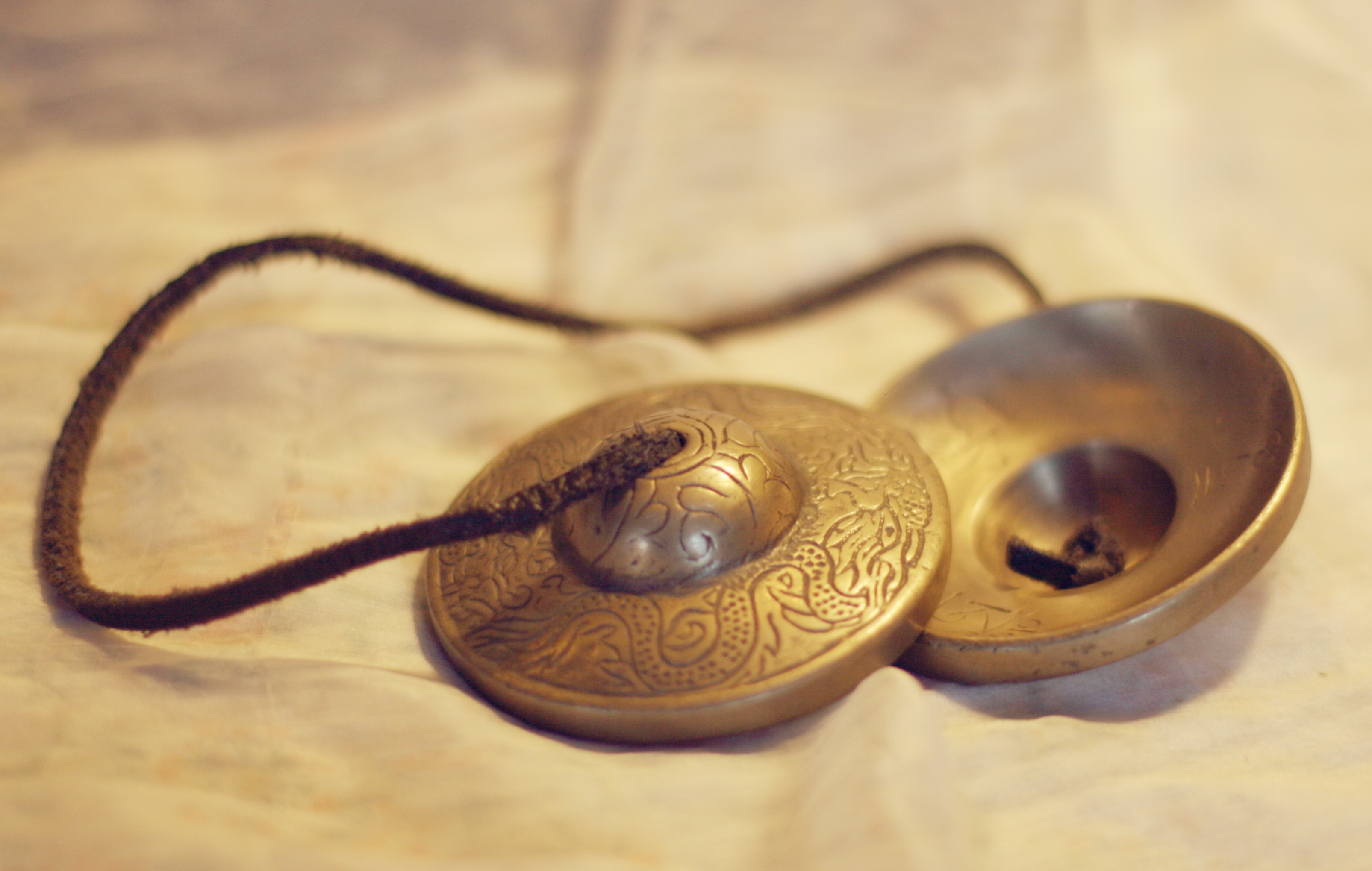
Непальские тиньша
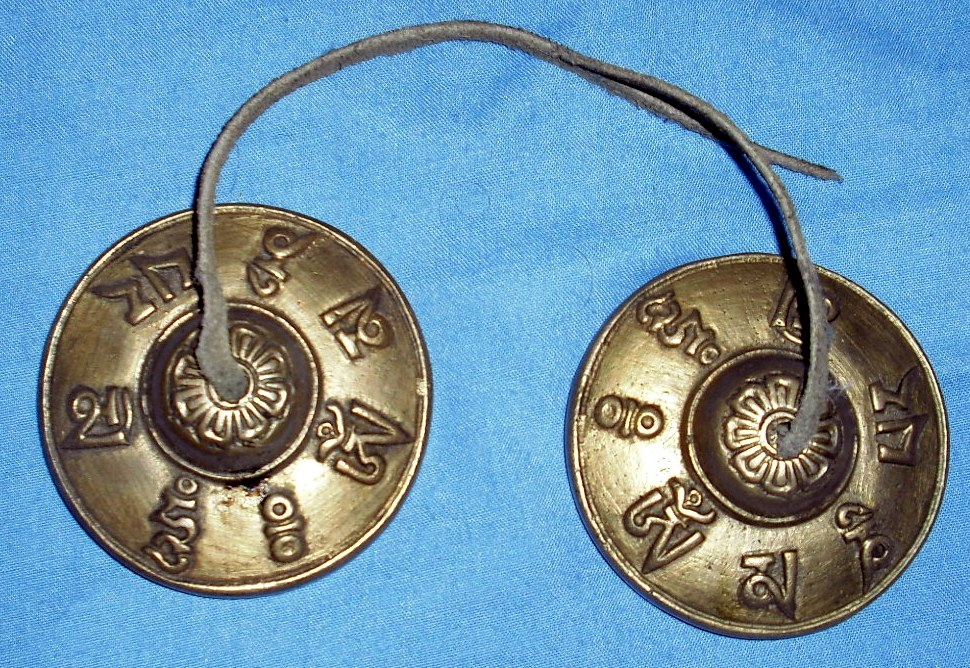
Тибетские тиньша с мантрой Ом мани падме хум